# Barataria (Luisiana)
Barataria é uma Região censo-designada localizada no estado americano de Luisiana, na Paróquia de Jefferson.

## Demografia
Segundo o censo americano de 2000, a sua população era de 1333 habitantes.

## Geografia
De acordo com o United States Census Bureau tem uma área de 
12,7 km², dos quais 11,5 km² cobertos por terra e 1,2 km² cobertos por água. Barataria localiza-se a aproximadamente 1 m acima do nível do mar.

## Localidades na vizinhança
O diagrama seguinte representa as localidades num raio de 20 km ao redor de Barataria. 